# Trám não
Trám não là cấu trúc biệt hóa của hệ thần kinh trung ương ở động vật có xương sống. Gồm hành não và cầu não ở phía trước, tiểu não ở sau. Ba thành phần này bao quanh một khoang rỗng hình trám chứa dịch não tủy gọi là não thất IV. Về nguồn gốc phát triển từ phôi thai, trám não xuất phát từ bọng não sau.

## Phần trên của trám não
Phần trên của trám não gồm có cầu não và tiểu não gồm có:
- Một phần não thất IV,
- Thần kinh sinh ba (thần kinh sọ V),
- Thần kinh vận nhãn ngoài (thần kinh sọ VI),
- Thần kinh mặt (thần kinh sọ VII),
- Và một phần của thần kinh tiền đình ốc tai (thần kinh sọ VIII).

### Cầu não
Cầu não lồi, nằm ngay trên và ngăn cách với hành não bởi rãnh hành cầu (nơi xuất phát của các dây thần kinh sọ VI, VII, VIII). Cầu não như một chiếc cầu bắc ngang nối liền hai bán cầu tiểu não bởi hai cuống tiểu não giữa. Chính giữa có một rãnh nông chạy dọc gọi là rãnh nền, hai bên có chỗ xuất phát của dây thần kinh sọ V. Bên trong, cầu não có các nhân xám của các thần kinh sọ V, VI, VII và VIII. 

### Tiểu não
Tiểu não nằm sau hành não và cầu não ở hố sọ sau. Ở dọc chính giữa có một thùy hình con giun uốn cong gọi là thùy nhộng, hai bên là hai bán cầu tiểu não được chia thành nhiều hồi hay tiểu thùy bởi các khe như khe ngang, khe chính, khe phụ, khe sau bên. Hình thể trong của tiểu não có hình ảnh đặc trưng: cây sống tiểu não (chất xám bao quanh như tán cây, chất trắng bên trong như thân và cành cây). Tiểu não có chức năng thăng bằng và phối hợp động tác. 

## Phần dưới của trám não
Phần dưới trám não là hành não, nó chứa:
- Phần còn lại của não thất IV,
- Thần kinh thiệt hầu (thần kinh sọ IX),
- Thần kinh lang thang (thần kinh sọ X),
- Thần kinh phụ (thần kinh sọ XI),
- Thần kinh hạ thiệt (thần kinh sọ XII),
- Và phần còn lại của dây thần kinh tiền đình ốc tai (thần kinh sọ VIII).

### Hành não
Hành não liên liếp với tủy gai, có hình củ hành nằm tựa lên phần nền xương chẩm và chui qua lỗ lớn xương chẩm. Về hình thể ngoài, hành não gần giống tủy gai nghĩa là có khe giữa ở trước và rãnh giữa ở sau. Rãnh bên trước là nơi xuất phát dây thần kinh sọ XII và rãnh bên sau là nơi thoát ra các dây thần kinh sọ IX, X, XI. Ở hai bên khe giữa là tháp hành, ngoài tháp hành là trám hành. Phía sau, hành não toạc rộng để nối với tiểu não tạo thành cuống tiểu não dưới. Về hình thể trong, hành não có các nhân xám của các dây thần kinh sọ IX, X, XI, XII. Chất trắng là các bó từ tủy gai lên hoặc não bộ xuống.

## Tiến hóa
Trám não là cơ quan tương đồng với cấu trúc đặc biệt trong não động vật chân đốt đó là hạch thực quản dưới, về biểu hiện gen cũng như là vị trí nằm giữa não và tủy gai. Các nhà khoa học cho rằng ở tổ tiên chung cuối cùng của các loài sinh vật đối xứng (điển hình là các ngành chân đốt và ngành dây sống), trám não đã bắt đầu có sự tiến hóa về mặt cấu trúc trong khoảng thời gian từ 555 đến 570 triệu năm trước.

## Các tổn thương bệnh lý ở trám não
Có một loại bệnh lý hiếm gặp ở trám não ám chỉ đến cấu trúc giải phẫu thùy nhộng thiếu hụt một phần hay toàn phần, và được biết với tên gọi là "rhombencephalosynapsis". Các triệu chứng điển hình là mất điều hòa vận động thân, rung lắc mạnh ở thân khi đi, dáng đi bất thường các bước đi không đều nhau (truncal ataxia). Và triệu chứng này cũng gặp phải ở hội chứng Gomez-Lopez-Hernandez.